# 小口隼也
小口 隼也（おぐち じゅんや、1994年5月9日 - ）は日本の俳優。長野県上伊那郡箕輪町出身。Breath所属。

## 略歴
- 2015年、劇団居酒屋ベースボール入団を機に俳優活動を開始。翌年劇団が休団、2018年をもって解散となるも外部公演へ精力的に出演。
- 2018年、演劇引力廣島『昼下がりの思春期たちは漂う狼のようだ』（作・演出：蓬莱竜太）に出演[2]。2021年、2023年に行われた蓬莱竜太がつくるソロユニット アンカルの同作公演にも出演。
- 2019年、PFH Entertainment所属。2023年退所。
- 2020年、「今日から俺は!!劇場版」（福田雄一監督）で映画初出演。
- 2020年、映像制作ユニット「六畳一間」を結成。
- 2023年、中島裕翔、柄本時生主演 PARCOプロデュース「ひげよ、さらば」出演[3][4]。
- 2025年、Breath所属[1][5][6]。

## 人物
長野県上伊那郡箕輪町出身。兄妹は姉が一人。東海大学付属第三高等学校、東海大学文学部広報メディア学科卒業。
小学3年から高校卒業まで野球をしていた。中学時代は主将を務め、秋季長野県大会で準優勝を果たす。
幼少期よりテレビ業界へ憧れを抱き、高校、大学時代はアナウンサーを目指しアナウンススクールへ通った経験がある。
大学時代に観た映画がきっかけとなり俳優を志す。
2020年には、松尾祥磨、ToMunchと共に「手の届く距離の日常を描く」をモットーに映像制作ユニット「六畳一間」を結成、YouTubeにて短編作品を公開。六畳一間では出演、原案の他、松尾祥磨と共に共同監督も務める。
劇団居酒屋ベースボールの先輩である宮下貴浩、私オムの勧めで「鳥こぼし」という芸名で活動。名前の由来は笑いを取りこぼすため。
しかし、劇作家である蓬莱竜太から「縁起が悪い」というアドバイスを受け、活動名を本名である「小口隼也」へ戻し現在に至る。
特技は野球、硬筆習字、スノーボード。
趣味は読書（穂村弘、長嶋有、上田岳弘 作品を特に愛読）、旅行、散歩、山登り、野球観戦、古着屋巡り。
普通自動車免許所持

## 出演

### 映画
- 今日から俺は!!劇場版　福田雄一監督　小口正章役（2020年）
- 野球部に花束を　飯塚健監督　三井慎吾役（2022年）

### テレビドラマ
- 100文字アイデアをドラマにした!（2020年、テレビ東京）第三話　トン役
- W県警の悲劇（2020年、BSテレ東　テレビ東京）第二話　大学生役
- 列島制覇-非道のうさぎ（2021年、東映ビデオ）内田英治監督

### 舞台
2015年
- ブリキの卓袱台（作：えのもとぐりむ、演出：大網亜矢乃、千本桜ホール）
- 劇団居酒屋ベースボール「ウリボーの厨房」（作：えのもとぐりむ、演出：私オム、下北沢Geki地下Liberty）
- 劇団居酒屋ベースボール「フクロウガスム」（作・演出：えのもとぐりむ、下北沢Geki地下Liberty）
- 劇団居酒屋ベースボール「鵄梟-sikyou-」（作・えのもとぐりむ、演出：私オム、下北沢Geki地下Liberty）

2016年
- 劇団居酒屋ベースボール「ソウサイノチチル」（作・演出：えのもとぐりむ、下北沢Geki地下Liberty）
- 劇団居酒屋ベースボール「人の類い、十二の亜種」（作・演出：えのもとぐりむ、下北沢Geki地下Liberty）
- ピクトグラム（作・演出：私オム、@下北沢Geki地下Liberty）
- 柿喰う客「サバンナの掟」（作・演出：中屋敷法仁、花まる学習会王子小劇場）
- コノエノ！「エリコ・オブ・ザ・デッド」　（作・演出：木乃江祐希、シアター711）
- 劇団居酒屋ベースボール「コウの花嫁」（作：えのもとぐりむ、演出：私オム、こくみん共済coopスペース・ゼロ）
- 劇団競泳水着「彼女が旅に出た理由」【15 Minutes Made Volume15】（作・演出：上野友之、王子小劇場）

2017年
- キャプテン・ハーロック〜次元航海〜（作・演出：原田光規、大阪市中央公会堂）
- 劇団居酒屋ベースボール「フクロウガスム」（作：えのもとぐりむ、演出：高橋いさを、劇場HOPE）主演
- 七味の一味「家族百景」（作・演出：七味まゆ味、ラゾーナ川崎プラザソル）主演[13]
- 百年の虎独（作：ミシエル・カーラー、演出：宮下貴浩、下北沢Geki地下Liberty）やもり役[14]
- sleepwalk プロデュース#2「哀しい夢すら、忘れてしまう」（作・演出：上野友之、APOCシアター）
- 蛇の亜種（作：えのもとぐりむ、演出：私オム、下北沢Geki地下Liberty）

2018年
- 演劇引力廣島「昼下がりの思春期たちは漂う狼のようだ」（作・演出：蓬莱竜太、JMSアステールプラザ）小口役
- オザワミツグ演劇「人を殺して生きている」 [15]（作・演出：オザワミツグ、花まる学習会王子小劇場）主演
- オザワミツグ演劇「わたし、不合格」（作・演出：オザワミツグ、新宿スターフィールド）

2019年
- オザワミツグ演劇「どうも、セックスよ、こんにちは。」（作・演出：オザワミツグ、シアター風姿花伝）
- バクステ！！（作：堤泰之（プラチナ・ペーパーズ）、演出：川本成（時速246億）、赤坂RED/THEATER）[16]
- オザワミツグ演劇「世界でひとり落ちてだけじゃないのかもよ」（作・演出：オザワミツグ、下北沢Geki地下Liberty）
- amanec「沈殿タイ」（作・演出：八代将弥、SOOO dramatic!）

2020年
- オザワミツグ演劇「貧しく困ってる人よりも優先だ、ゆけーストレス怪獣！」（作・演出：オザワミツグ、下北沢Geki地下Liberty）[17]

2021年
- アンカル「昼下がりの思春期たちは漂う狼のようだ」（作・演出：蓬莱竜太、東京芸術劇場シアターイースト）小口役

2022年
- 劇団水透花「文化住宅の窓際にはマーガレットを」（作・演出：葉山なつみ、恵比寿エコー劇場）中筋繁雄役
- プロペラ犬「僕だけが正常な世界」（作・演出：水野美紀、東京芸術劇場シアターウエスト）

2023年
- アンカル「昼下がりの思春期たちは漂う狼のようだ」（作・演出：蓬莱竜太、東京芸術劇場シアターイースト）小口役[18][19]
- PARCOプロデュース「ひげよ、さらば」（検索：ひげよさらば 舞台）作・演出：蓬莱竜太、原作：上野瞭、PARCO劇場）ナミダ役

2024年
- 久保田の企画「帰ってきたウェットマン」（作・演出：久保田響介、二人芝居、野方BNスタジオ）男・弟役
- 藝大プロジェクト 第1回「西洋音楽が見た日本」音楽舞台劇2024「ティトゥス・ウコンドン、不屈のキリスト教徒」（演出：布施砂丘彦、東京藝術大学奏楽堂）[20]
- 東京マハロ「余白を埋める〜エリカな人々2024〜」（作・演出：矢島弘一、＠赤坂RED/THEATER）丸山洋介役

2025年
- ストスパ「キロキロ」（作・演出：白鳥雄介、下北沢「劇」小劇場）奥本隼⼈役[21]
- 美しき新宿花園の娘（作・演出：布施砂丘彦、王城ビル）主演 男役[22]
- ナキワスレ「どうか孤独を愛してくれ」（作・演出：蓬莱一斗、OFF・OFFシアター）田中慎二役[23]。

### MV
- sandy sunny「Hanashi」（監督：松田竜一）2018

### CM
- web「Live Me」
- web「農林水産省 Taste of Japan」

### 配信
2020年
- 劇団競泳水着「リモートドラマシリーズ＃23時の待ち合わせ第五夜『彼氏面接』」（作・演出：上野友之、YouTube）一郎役

2021年
- モダンスイマーズが創る人形劇「しがらみ紋次郎〜恋する荒野路編〜」（脚本・監督：蓬莱竜太、YouTube、声・人形操作）小三太役
- 「はじめての人形劇ムービー モダンスイマーズと人形たちの3ヶ月間ドキュメンタリー」前編・後編（監督：大河原恵、YouTube）
- 「トライアル公演 モダンスイマーズが創る人形劇ムービー制作発表会」（作・演出：蓬莱竜太、YouTube）

### 六畳一間
※全作品に出演、YouTube配信、短編映画
※2020、2021年の作品は森役
2020年
- 「地図を作る」
- 「パッと光って泣いた」
- 「ハッピーハロウィン」
- 「オシャレと不便は紙一重」

2021年
- 「ASMR」
- 「親父の背中」
- 「自撮り〜彼女が欲しくて編〜」
- 「自撮り〜誘惑の美咲編〜」

2022年
- 「どうしようもない夜」